# San Giorgio Canavese
San Giorgio Canavese (piemonti nyelven San Giòrs Canavèis  ) egy község Olaszországban, Torino megyében.

## Elhelyezkedése

San Giorgio Canavese község Torino megye térképén

Szomszédos települések: Agliè, Barone Canavese, Caluso, Ciconio, Cuceglio, Feletto, Foglizzo, Lusigliè, Montalenghe, Orio Canavese, Ozegna és San Giusto Canavese.

## Itt születtek, itt éltek
- János Viktor (Vittorio Jano) az Alfa Romeo konstruktőre 1891. április 22-én itt született.